# ایرانیان: جنگجو و شاعر

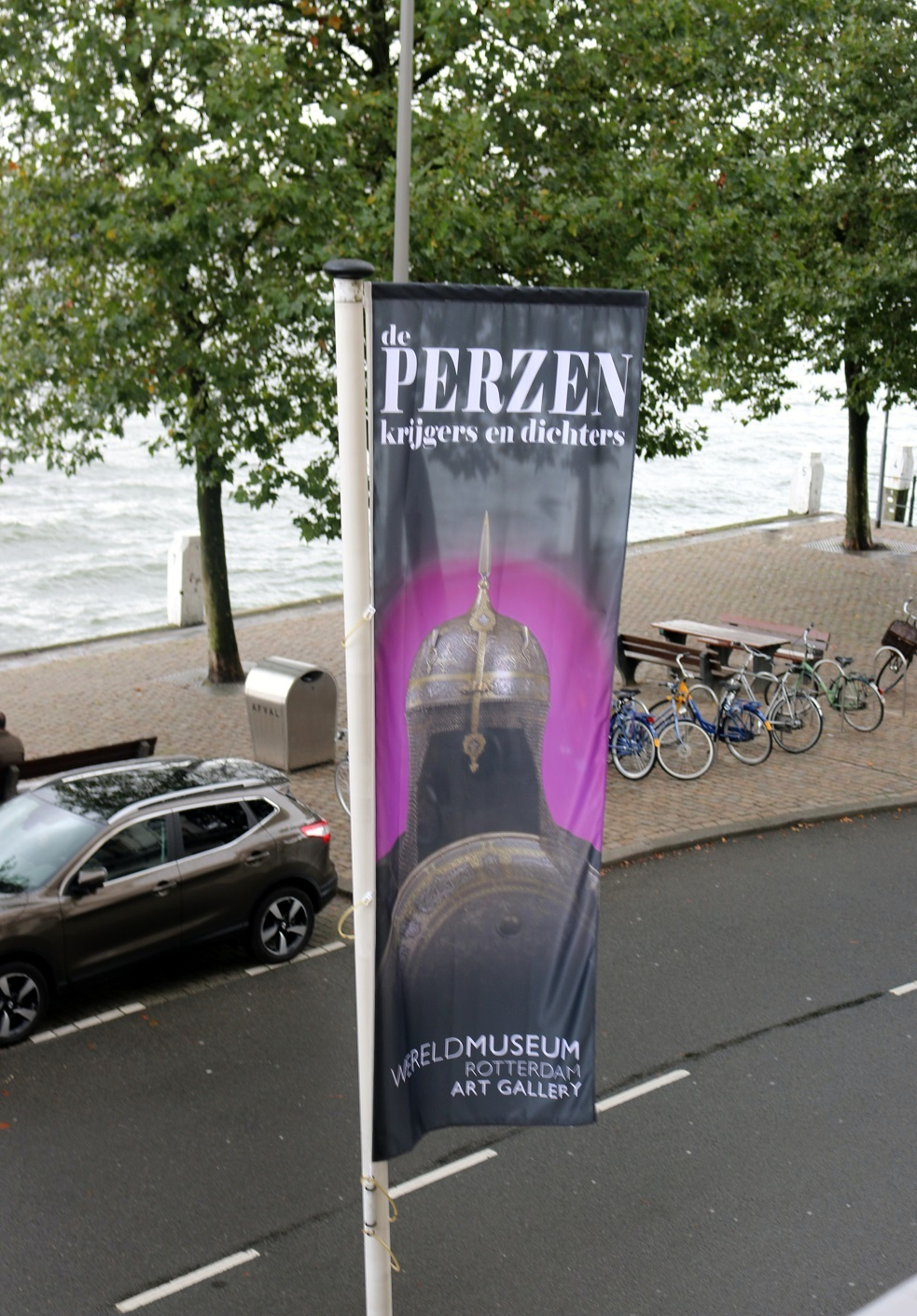
پرچم‌های نمایشگاه «ایرانیان: جنگجو و شاعر» در روتردام

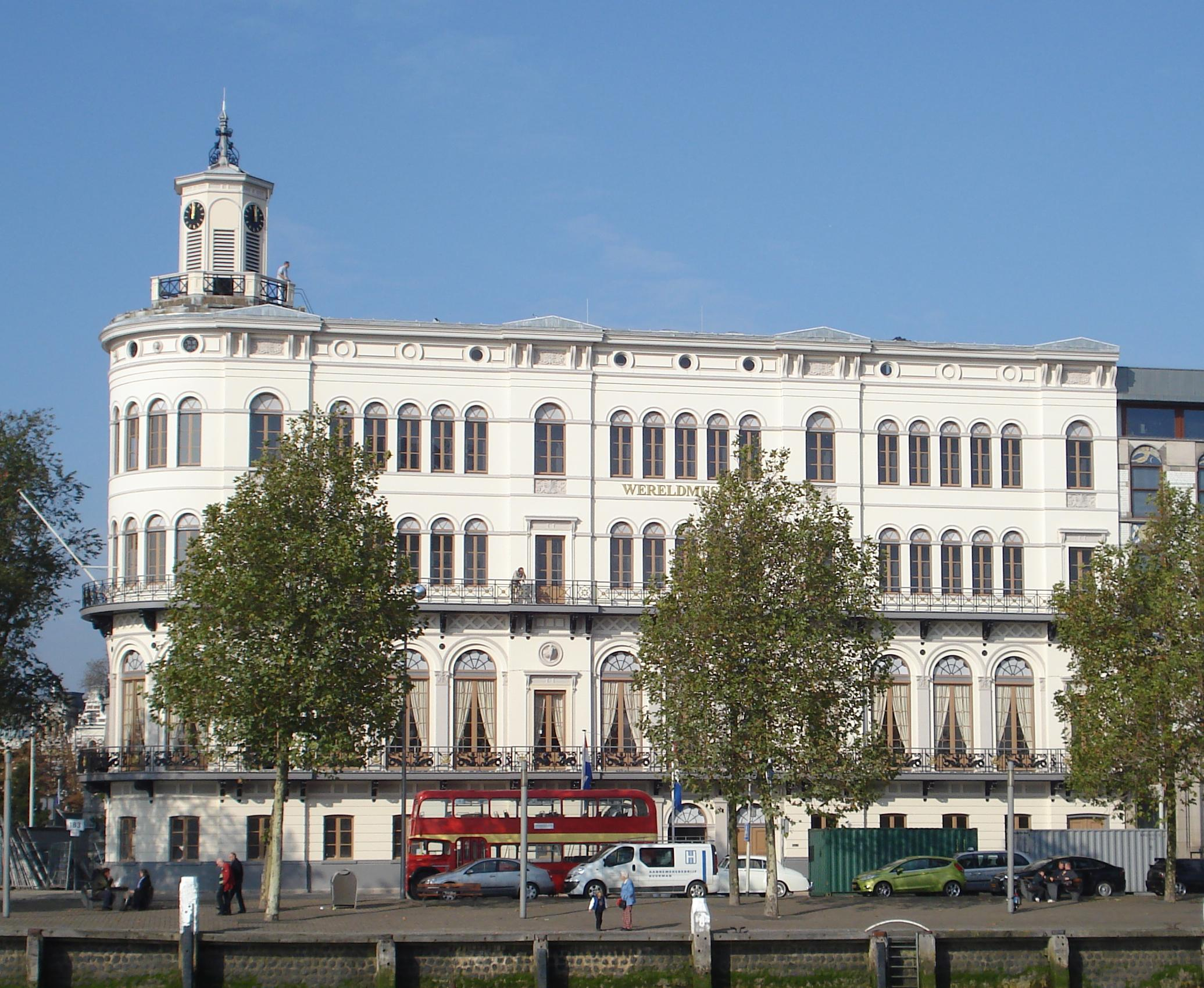
موزه دنیا در روتردام، محل نمایشگاه «ایرانیان: جنگجو و شاعر»

ایرانیان: جنگجو و شاعر (به هلندی: De Perzen, krijgers en dichters - به انگلیسی: The Persians: Warriors and Poets) عنوان 
نمایشگاهی است که در سپتامبر ۲۰۱۵ در موزه دنیا در روتردام بر پا شد. این نمایشگاه به شکل عمده به نمایش اسلحه‌های ایرانی از دوران صفویه و قاجار اختصاص داشت.
در این نمایشگاه حدود یکصد اثر با همکاری موزه استیبرت در فلورانس در معرض دید دوستداران تاریخ ایران قرار گرفت. 
بسیاری از رسانه های هلندی این نمایشگاه را پوشش دادند. از آنجمله، ANP (خبرگزاری سراسری هلند).